# Junioren-Badmintonpanamerikameisterschaft 2024
Die Junioren-Badmintonpanamerikameisterschaft 2024 fand vom 11. bis zum 19. Juli 2024 in Aguascalientes statt.

## Medaillengewinner U13
| Disziplin    | Gold                          | Silber                                       | Bronze                            |
| ------------ | ----------------------------- | -------------------------------------------- | --------------------------------- |
| Herreneinzel | Jacob Zhou                    | Jacob Ma                                     | Varish Karri                      |
| Herreneinzel | Jacob Zhou                    | Jacob Ma                                     | Edison Ming Yi Li                 |
| Dameneinzel  | Alice Meng                    | Sophia Sun                                   | Janice Chen                       |
| Dameneinzel  | Alice Meng                    | Sophia Sun                                   | Stephanie Song                    |
| Herrendoppel | Srineet Atluri Mikael Chang   | Phillip You Jacob Zhou                       | Edison Ming Yi Li Quentin Wu      |
| Herrendoppel | Srineet Atluri Mikael Chang   | Phillip You Jacob Zhou                       | Jia Hang Marcus Li Calvin An Ping |
| Damendoppel  | Alice Meng Sophia Sun         | Abhigna Parvathaneni Sahasra Beeravolu Reddy | Ella Yining Guo Chloe Wenxin Wu   |
| Damendoppel  | Alice Meng Sophia Sun         | Abhigna Parvathaneni Sahasra Beeravolu Reddy | Angelina Liu Janice Jingwen Lu    |
| Mixed        | Srineet Atluri Stephanie Song | Jacob Zhou Alice Meng                        | Edison Ming Yi Li Ella Yining Guo |
| Mixed        | Srineet Atluri Stephanie Song | Jacob Zhou Alice Meng                        | Prathik Nemani Sophia Li          |

## Medaillengewinner U15
| Disziplin    | Gold                                     | Silber                               | Bronze                                          |
| ------------ | ---------------------------------------- | ------------------------------------ | ----------------------------------------------- |
| Herreneinzel | Rithik Rasamsetti                        | Vincent Chen                         | Saatvik Shetty                                  |
| Herreneinzel | Rithik Rasamsetti                        | Vincent Chen                         | Stanley Rui Yang Zhang                          |
| Dameneinzel  | Annie Meng                               | Susanna Wang                         | Emily Luo                                       |
| Dameneinzel  | Annie Meng                               | Susanna Wang                         | Fulgencia Simmons Zhang                         |
| Herrendoppel | Michael Zubin Sun Stanley Rui Yang Zhang | Srinivas Subash Anirud Veldanda      | Vincent Chen Aarya Vijay                        |
| Herrendoppel | Michael Zubin Sun Stanley Rui Yang Zhang | Srinivas Subash Anirud Veldanda      | Ruobei Robert Xu Kevin Zhou                     |
| Damendoppel  | Annie Meng Katie Wong                    | Susanna Wang Fulgencia Simmons Zhang | Maria Fernanda Avila Sosa Cinthia Yammel Moreno |
| Damendoppel  | Annie Meng Katie Wong                    | Susanna Wang Fulgencia Simmons Zhang | Emily Luo Rosey Yin                             |
| Mixed        | Anirud Veldanda Annie Meng               | Kevin Zhou Fulgencia Simmons Zhang   | Gavin Le Maggie Yifan Zang                      |
| Mixed        | Anirud Veldanda Annie Meng               | Kevin Zhou Fulgencia Simmons Zhang   | Stanley Rui Yang Zhang Susanna Wang             |

## Medaillengewinner U17
| Disziplin    | Gold                              | Silber                      | Bronze                                       |
| ------------ | --------------------------------- | --------------------------- | -------------------------------------------- |
| Herreneinzel | Nihal Kadamba                     | Shriyans Ankith Bhagavatula | Kevin Yang                                   |
| Herreneinzel | Nihal Kadamba                     | Shriyans Ankith Bhagavatula | Ferdinand Simmons Zhang                      |
| Dameneinzel  | Jasmine Yeung                     | Micah Henares Cruz          | Catherine Yunyi Pang                         |
| Dameneinzel  | Jasmine Yeung                     | Micah Henares Cruz          | Lyric Su                                     |
| Herrendoppel | Nihal Kadamba Justin Kan          | Lance Li Ricky Tao          | Ryan Yuxuan Huang Ferdinand Simmons Zhang    |
| Herrendoppel | Nihal Kadamba Justin Kan          | Lance Li Ricky Tao          | Santiago Uziel Lopez Martinez Gael Velazquez |
| Damendoppel  | Zoey Tan Cassidy Yeh              | Paula Guo Lyric Su          | Lydia Chao Charity Lam                       |
| Damendoppel  | Zoey Tan Cassidy Yeh              | Paula Guo Lyric Su          | Emma Goyette Jasmine Yuexin Zhang            |
| Mixed        | Arush Shyam Chitgopkar Sophia Jia | Rocky Yang Sydney Hanyue Li | Ryan Yuxuan Huang Chloe Lam                  |
| Mixed        | Arush Shyam Chitgopkar Sophia Jia | Rocky Yang Sydney Hanyue Li | Ansen Liu Jessica Wu                         |

## Medaillengewinner U19
| Disziplin    | Gold | Silber | Bronze |
| ------------ | --- | --- | --- |
| Herreneinzel | Asher Bedi | Oliver Chen | Michael Ji |
| Herreneinzel | Asher Bedi | Oliver Chen | José Daniel Ochoa |
| Dameneinzel  | Kaylee Sichen Wang | Emma Meng | Nicole Krawczyk |
| Dameneinzel  | Kaylee Sichen Wang | Emma Meng | Mengyao Tian |
| Herrendoppel | Weslie Chen Kyle Wang | Youshi Chen Tian Qi Zhang | Michael Ji Rayce Su |
| Herrendoppel | Weslie Chen Kyle Wang | Youshi Chen Tian Qi Zhang | Liam Zhang Rongpeng Zhou |
| Damendoppel  | Mengyao Tian Kaylee Sichen Wang | Micah Henares Cruz Mikayla Henares Cruz | Harshita Kandambakkam Stella Pan |
| Damendoppel  | Mengyao Tian Kaylee Sichen Wang | Micah Henares Cruz Mikayla Henares Cruz | Katie Lau Emily Xia |
| Mixed        | Oliver Chen Lyric Su | Rongpeng Zhou Emma Meng | Jeffrey Chang Chloe Ho |
| Mixed        | Oliver Chen Lyric Su | Rongpeng Zhou Emma Meng | Fedoretz Lyem Melissa Roque |
| Teams        | Vereinigte Staaten Weslie Chen Kai Chong Anderson Lin Kyle Wang Micah Henares Cruz Mikayla Henares Cruz Nicole Krawczyk Stella Pan | Kanada Asher Bedi Oliver Chen Lyem Fedoretz Michael Ji Rayce Su Liam Zhang Rongpeng Zhou Simone Huang Katie Lau Emma Meng Melissa Roque Lyric Su Mengyao Tian Kaylee Sichen Wang Emily Xia | Mexiko Mariano Elizondo Edwin Garcia Nestor Israel González Gómez Maximo Martinez Juan Pablo Montoya Landon Ortiz Juan Torres Erick Trujillo Enriquez Aline Angel Mayté Macias Marin Cecilia Madera Romina Vaelencia |